# 1. корпус РВ и ПВО
1. корпус ратног ваздухопловства и противваздушне одбране основан је 28. фебруара 1986. године у складу са новом тројном формацијом корпуса у Ратно ваздухопловство и противваздушна одбрана Југословенске народне армије.

## Историја
Корпус је настао преформирањем 11. дивизије ПВО са командом на Бањици. У његовом саставу су се нашле све јединице на централном војишту лоциране на Батајници, у Тузли, Рајловцу, Мостару, Дивуљама и Земунику.
Јединице из састава овог корпуса су учествовале у борбеним дејствима током 1991-1992. године.
Након повлачења јединица из отцепљених република бивше Југославије на територију Србије и Црне Горе и након трансформације ЈНА у Војску Југославије, током јуна 1992. године команда овог корпуса преформирана је у Корпус ПВО Војске Југославије.
Командант корпуса током целог његовог постојања био је генерал Божидар Стефановић .

## Организација
Током целог свог постојања овај корпус је био потчињен команди Ратно ваздухопловство и противваздушна одбрана.

### Потчињене јединице
Авијацијске јединице
- 97. авијацијска бригада
- 204. ловачки авијацијски пук
- 701. авијацијска бригада (1988-1990)

Ваздухопловно-техничке јединице
- 130. ваздухопловна база
- 171. ваздухопловна база
- 177. ваздухопловна база
- 399. ваздухопловнa базa
- 423. ваздухопловнa базa
- 500. ваздухопловнa базa
- 161. ваздухопловна база (1992)
- 165. ваздухопловна база (1992)

Јединице ПВО
- 250. ракетна бригада ПВО

Јединице ВОЈИН
- 1. пук ВОЈИН

Јединице везе
- 210. батаљон везе

## Команданти корпуса
- генерал Божидар Стефановић (1986.-1992)